# Spoorlijn 265
Spoorlijn 265 was een Belgische industrielijn van Bellecourt naar het Raccordement Wuyckens aan het Kanaal Brussel-Charleroi. De lijn was 3,4 km lang en heeft in het verleden ook het nummer 181 gehad. 